# Хмільницький замок

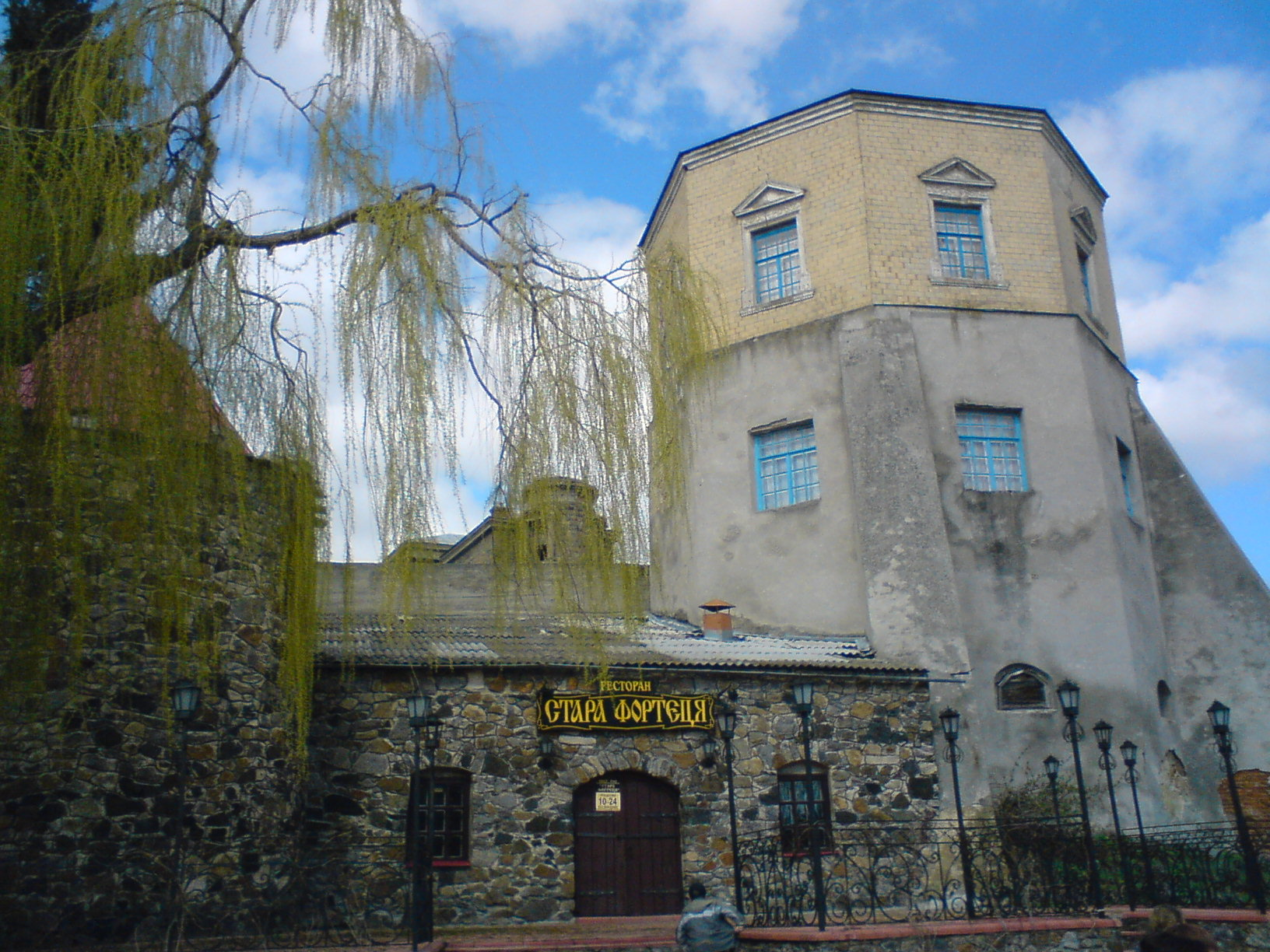
Вежа, що залишилась від замку. Позаду Палац графа Ксідо. Поряд новозбудований ресторан

Замок у Хмільнику. Початок будівництва хмільницького замку невідомий, але він згадується вже в 1434 р., коли Хмільник відійшов до Польщі. В 1448 р. місто одержує Магдебурзьке право. Власники міста приблизно в 1500 р. зводять для захисту своїх земель мурований замок замість дерев’яного. В 1534 р. великий гетьман коронний Ян Тарновський обніс місто кам’яною стіною з баштами. Викопаний між Південним Бугом і його притокою річкою Пастушою канал перетворив новозбудовану фортецю на острівну твердиню.
З 18 ст. замок, втративши стратегічне значення, поступово руйнується Остаточно він був розібраний при будівництві палацу графа Ксідо. Зараз від замку лишилися тільки дві башти і то від одної лише залишки. Вціліла ж башта в період турецького владицтва слугувала мечеттю, потім в 1805 р. була перебудована. Зараз тут розміщений краєзнавчий музей. 

## Музей у Вежі

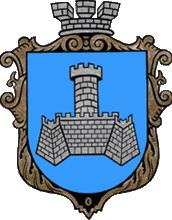
Герб Хмільника

Історичні відомості про історію замку та палацу зберігаються в краєзнавчому музеї Хмільника, який місцевий краєзнавець Микола Іващук на громадських засадах облаштував в уцілілій вежі кам'яної фортеці. З протилежного боку башту кілька років тому підкопали й відкрили ресторан. Музей займає два верхніх поверхи башти. Ще два - під землею. На освоєній території - минуле і сучасність району в чотирьох експонатів. Все це зібрав і відповідно оформив Микола Іващук. Він приймає екскурсії поодиноких курортників і вже 30 років не отримує зарплати. Музей громадський, а його упорядник, директор, екскурсовод й прибиральниця в одній особі, працює на таких же добровільних засадах. Музей двічі обкрадали. Винесли дореволюційні документи, нумізматику тощо, всього майже 200 експонатів. Але, за словами краєзнавця, до єдиного у місті музею уваги практично не приділяється. 